# De Immigrant

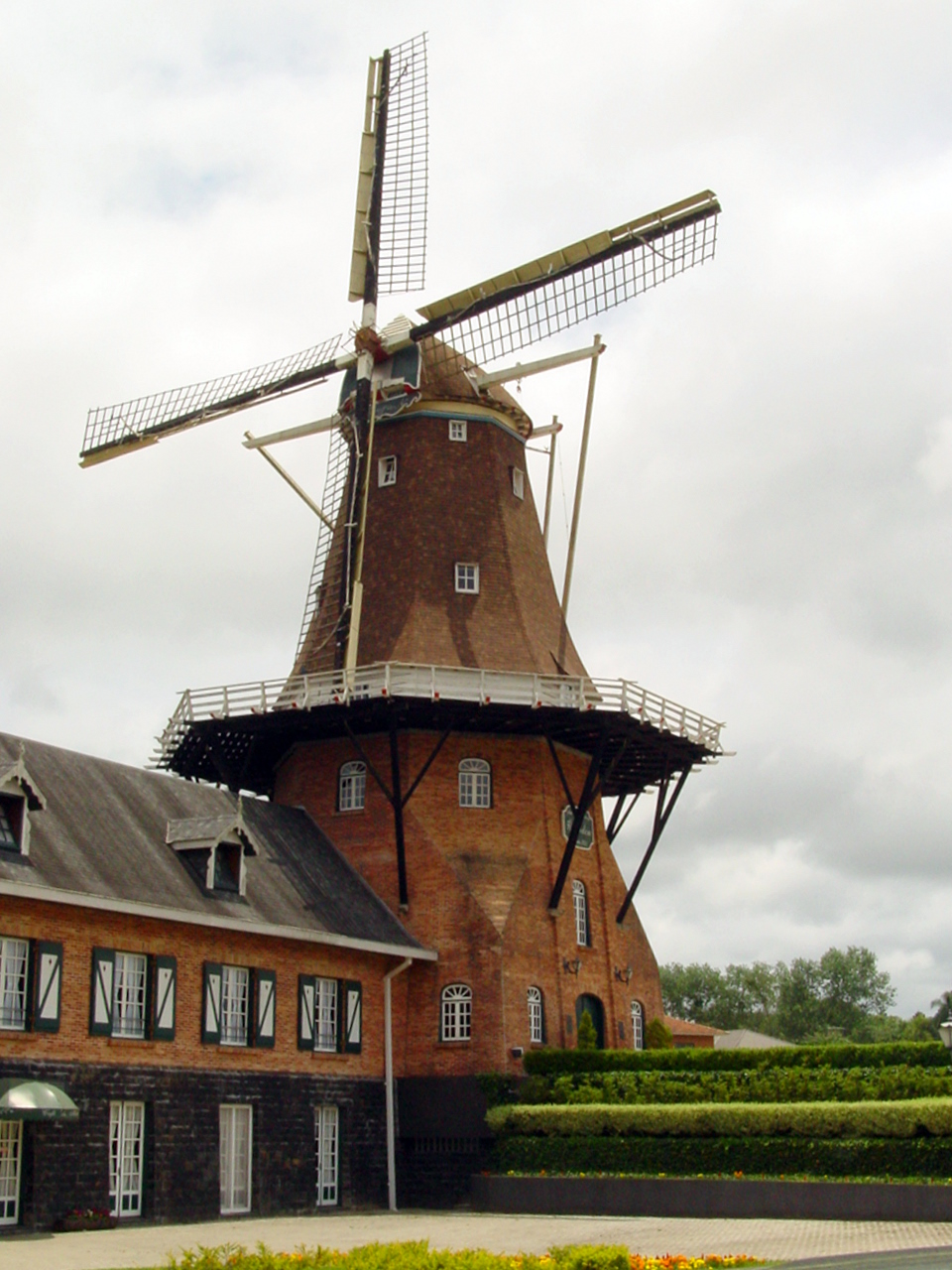
Moinho do Imigrante Holandês.

De Immigrant (em português: O Imigrante) é um moinho de vento, situado em Castrolanda no Paraná, sendo o segundo maior moinho da América Latina (o maior seria o Moinho Povos Unidos da cidade de Holambra, com 38,5m de altura). O moinho abriga o Memorial da Imigração Holandesa e é uma homenagem aos imigrantes neerlandeses que estabeleceram-se em Castrolanda na década de 1950.

## História
O moinho foi construído em 2001, em comemoração aos 50 anos da colônia, pelo arquiteto neerlandês e especialista em moinhos Jan Heijdra. O moinho, cuja altura é de 37 metros e cujas asas têm uma envergadura de 26 metros, foi inpirado no moinho Woldzigt em Drente, terra natal de muitos imigrantes.
Abaixo do moinho funcionam um café, um pub e uma loja de artesanato típico.
O Memorial está aberto ao público nos finais de semana, sextas e feriados, das 14h às 18h.